# Axel Rappe
Pour les articles homonymes, voir Rappe.
Axel Rappe est un homme politique et officier suédois né le 2 octobre 1838 à Christinelund, dans le comté de Kalmar, et mort le 18 décembre 1918 à Stockholm.
Il combattit dans l'Armée française à la bataille de Forbach-Spicheren en août 1870, puis à Rezonville, à Saint-Privat, à Noisseville-lès-Metz, à l'Armée du Nord et plus tard en Algérie.
Il est présent aux fêtes du millénaire normand à Rouen en juin 1911.

## Biographie

### Débuts
Son père, Axel Ludvig Rappe, appartenait à une ancienne famille de guerriers, dont trois membres se trouvaient avec Charles XII à Poltava. Au moment de la naissance de son fils, son père est lieutenant, puis colonel et gouverneur de comté. Axel Rappe admire son père et lui voue une affection chaleureuse. Les habitudes sont simples à la maison : le gruau et la bouillie sont les plats principaux.

### Études et carrière militaire
Rappe est diplômé de l'université d'Uppsala en 1859 et devient sous-lieutenant dans le régiment d'Uppland la même année. Il aime beaucoup chanter et forme un quatuor avec trois autres personnes. Il trouve le temps de travailler et de s'amuser. "Je n'ai jamais vu quelqu'un passer son temps comme Rappe", dit l'un de ses collègues officiers. "S'il s'agissait de travail, il s'enfermait dans sa chambre, mais s'il avait décidé d'un plaisir, il était le dernier sur le bulletin de vote".
En 1863, il devient lieutenant, en 1865, officier d'état-major et, en 1870, capitaine dans l'armée.

### Service dans l'armée française
Lorsque la guerre franco-allemande éclate en 1870, il saisit l'occasion d'être sur le terrain. Il réussit à obtenir l'autorisation de s'engager dans l'armée française et est affecté comme aide de camp du général Bataille. Lors d'une bataille, il se distingue en prenant le commandement d'une compagnie dont tous les officiers ont été tués. Même blessé au bras à Mars-la-Tour, il continue à commander la compagnie .
L'habileté de Rappe et son mépris de la mort lui valent la croix de la Légion d'honneur sur le champ de bataille même. Il fait preuve à plusieurs reprises d'une capacité inhabituelle à entraîner les soldats avec lui, même lorsque les balles fusent, et il apprend toujours - comme il l'écrit dans une lettre - qu'« avec des soldats français, on peut presque tout prendre d'assaut. Une fois qu'ils se mettent en route, la seule difficulté est de les suivre ».
À la fin de son service, il est félicité par le général de division pour sa « rare bravoure au cours de quatre batailles et de plusieurs engagements mineurs » et est « estimé et regretté par tous ceux qui l'ont connu ».
Après la guerre contre la Prusse, il continue à se battre sous les couleurs françaises contre les Arabes et les Kabyles révoltés en Algérie en 1871-1872 .
Pendant son service en France, il est informé que les tentatives de réorganisation de l'armée suédoise ont échoué en raison de l'opposition des paysans au Riksdag. Pour lui, il est clair que les défaites et les malheurs de la France ont été causés uniquement par une organisation défectueuse. Il aurait aimé que les paysans récalcitrants de Stockholm voient au moins un peu de la misère que le peuple français vaincu doit maintenant endurer.
Le renvoi de Rappe du service militaire français est accompagné d'éloges de la part du commandant de son corps d'armée qui, dans une lettre adressée au roi Oscar II, reconnaît que son adjudant a fait un usage exceptionnellement bon de son temps d'étude dans l'armée française. Quant aux qualités militaires de Rappe, le général est persuadé qu'elles « lui assurent un brillant avenir » .

### Retour en Suède
Après son retour en Suède, la carrière militaire de Rappe progresse rapidement. Il devient capitaine à l'état-major général en 1873 et major dans l'armée en 1874. En 1876, il devient major de l'état-major général et est chef d'état-major du quatrième district militaire de 1878 à 1879. Il devient lieutenant-colonel du régiment de Bohuslän en 1879, colonel de l'armée en 1881, puis colonel et commandant du régiment de Bohuslän en 1882. Pendant les années 1882-1885, il est chef intérimaire de l'état-major général et, en 1885, il devient général de division et chef de l'état-major général de 1885 à 1905. Il devient général de corps d'armée et chef du département de la défense nationale du 22 juin 1892 au 27 octobre 1899 et enfin général en 1903.

### Ministre de la Guerre
Lorsqu'il est nommé ministre de la Guerre en 1892, cette nomination est accueillie avec une grande satisfaction presque partout en Suède. On estime que si quelqu'un peut résoudre le problème de la défense, c'est bien le général Rappe, qui est l'un des rares officiers suédois à avoir une expérience personnelle de ce que signifie réellement la guerre moderne. Il avait la réputation d'être non seulement l'un des stratèges et organisateurs les plus habiles de Suède, mais aussi un personnage d'une honnêteté sans faille, un chevalier sans peur et sans reproche. Même dans une perspective nettement favorable à la paix, on se félicitait que Rappe soit devenu ministre de la Guerre. "Le général Rappe, disait un journal représentant cette tendance, a vu de ses propres yeux toutes les malédictions de la guerre. Il attend aussi avec impatience et sait qu'il viendra, le temps où toute la gloire de la guerre et les vêtements sanglants seront consumés comme un vêtement impur. Mais cela ne l'empêche pas plus de travailler à la défense sûre de son pays natal que cela n'a empêché Moïse et Josué, Gédéon et David, d'aller courageusement au combat".

### Autres engagements
Rappe devient membre de la deuxième classe de l'Académie suédoise des sciences de la guerre en 1873 et de la première classe en 1886 et est nommé membre honoraire de la Société royale des officiers de marine en 1890. Il est président de la Fondation évangélique de la patrie 1906-1918 et membre de la Société Idun.

### Famille
Axel Rappe est le fils du gouverneur du comté Axel Ludvig Rappe et de Lisette Emilia Augusta Björnstjerna. Il a épousé Anna Sandahl (1855-1946), fille du professeur Oskar Theodor Sandahl, le 2 mai 1875, et est le père de Signe Rappe-Welden (1879-1974), Axel Rappe (1884-1945) et de cinq autres enfants. Il est enterré au cimetière du Nord de Solna, près de Stockholm.

## Publications
- Campagne de l'armée française du Nord en 1870-71, Paris, Librairie de la société de publications périodiques, 1884

## Distinctions
Titulaire de la médaille commémorative de la guerre 1870-1871, il est nommé grand-croix de la Légion d'honneur en 1908.
- Médaille commémorative de la guerre 1870–1871
- Grand-croix de la Légion d'honneur (1908)
- Grand-croix de l'ordre de Dannebrog
- Commandeur avec étoile de l'ordre de Saint-Olaf